# Maynard II
Maynard II, nacido en el siglo X y fallecido el 15 de julio de 1009, perteneciente a la Orden Benedictina de Normandía, fue el segundo abad de Monte Saint-Michel desde el 991 hasta el 1009, también ejerció como abad de la abadía de Abadía de Saint-Sauveur de Redon.
A la muerte de su predecesor Maynard I, durante su funeral, en el que estuvo presente el Duque de Normandía Ricardo II, se decidió que debía elegirse un nuevo pastor para el monasterio.
Da vida ejemplar y de gran carácter, se reflejaron como virtudes de Maynard, siendo designado por el voto popular del convento del mismo nombre, fue designado bajo el nombre de Maynard II.